# Paper Light (Higher)
„Paper Light (Higher)“ e първият сингъл от втория студиен албум Paperlight на шведската певица Лорийн, издаден на 5 март 2015 г. Песента е написана и продуцирана от самата нея, в сътрудничество с Tom Liljegren и Alex Ryberg.
Песента достига 25-о място в чарта на най-продаваните сингли в Швеция.
Сингълът е представен за първи път на живо на 7 март 2015 г. на „Melodifestivalen 2015“ в Хелсингбори. 
На 17 април 2015 година е пусната алтернативна версия на песента в Spotify, озаглавена Paper Light Revisited, а на 7 май 2015 г. излиза видеоклипът към сингъла, режисиран от Charli Ljung.